# Nécropole nationale de Flavigny-le-Petit
La nécropole nationale de Flavigny-le-Petit est un cimetière militaire de la Première Guerre mondiale situé sur le territoire de la commune de Guise dans le département de l'Aisne.

## Historique
La nécropole nationale de Flavigny-le-Petit a été créée par les Allemands pendant le conflit en même temps qu'un cimetière militaire allemand. Dans ce cimetière reposent les corps de soldats tombés lors de la bataille de Guise et des combats de 1918.
En 1954, les dépouilles de 428 Français et d'un Soviétique, tombés au cours de la Seconde Guerre mondiale, ont été inhumés dans la nécropole.

## Caractéristiques
La nécropole de Flavigny-le-Petit est située au lieu-dit La Désolation et a une superficie de 1,3 ha. Elle rassemble les restes de 3 165 morts : 2 643 dépouilles de soldats français dont 1 491 en ossuaires. À ces dépouilles s'ajoutent celles de 48 Britanniques, 31 Belges, 13 Russes, un Roumain et un Canadien.

## Galerie

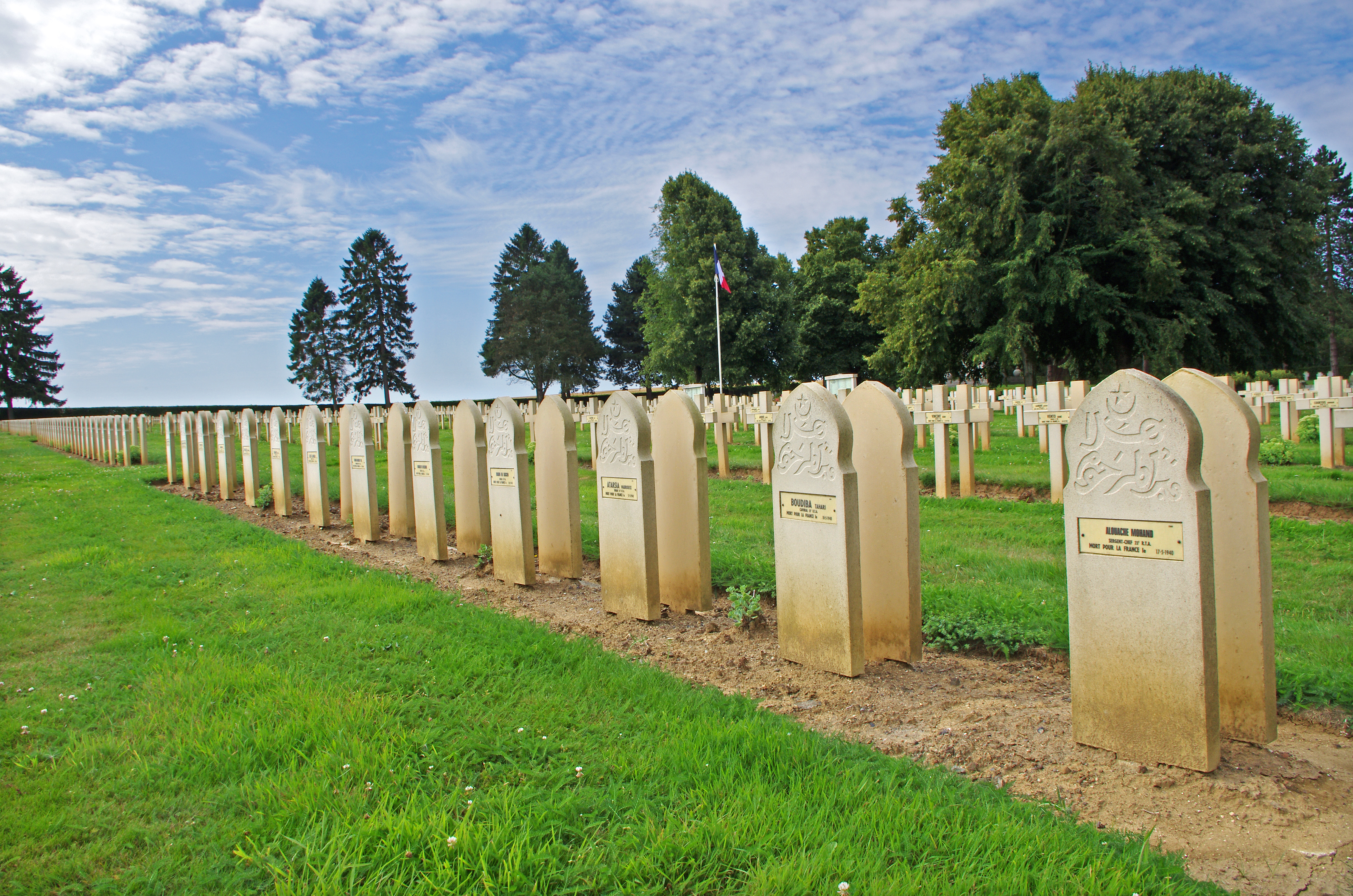
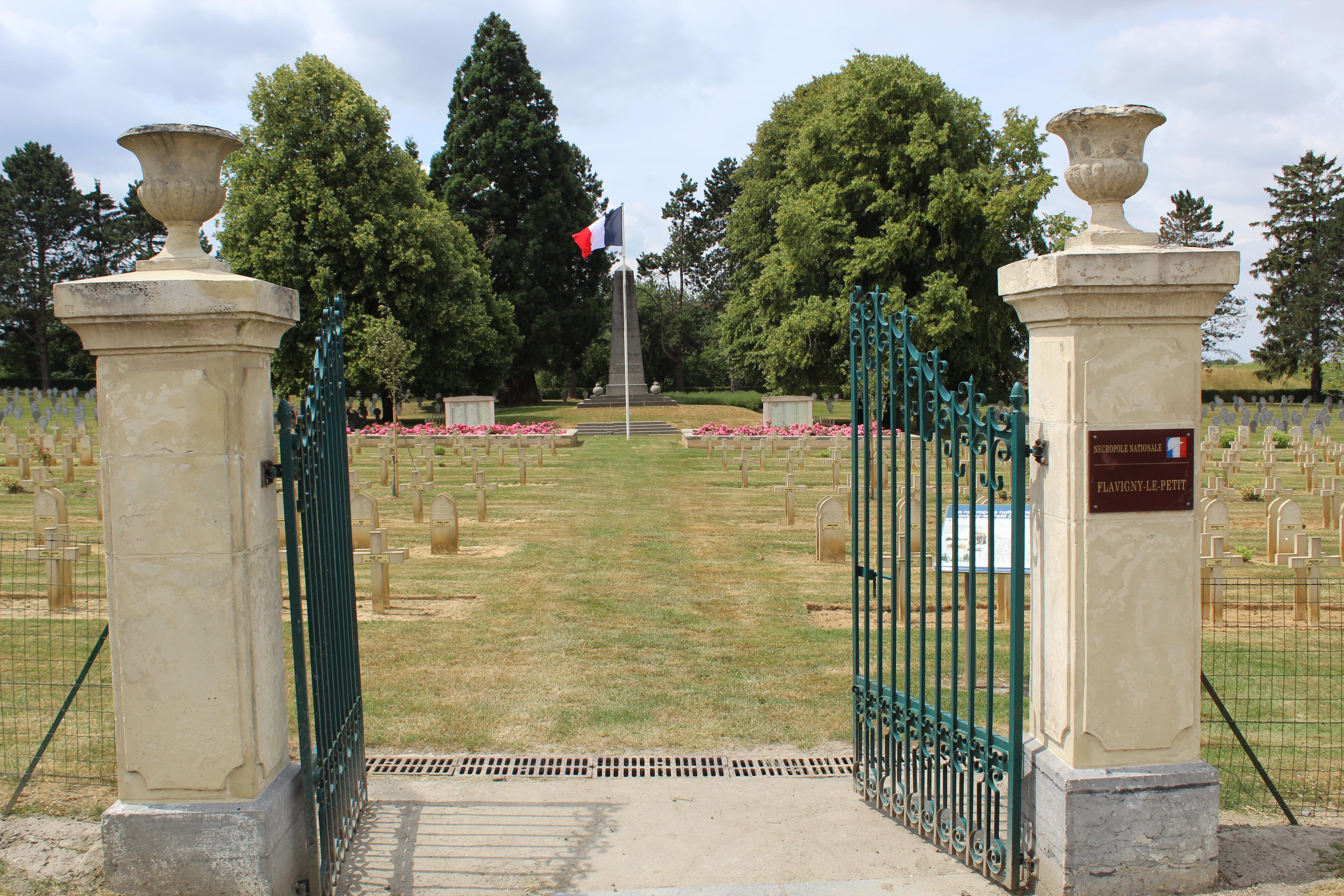
Entrée de la nécropole.
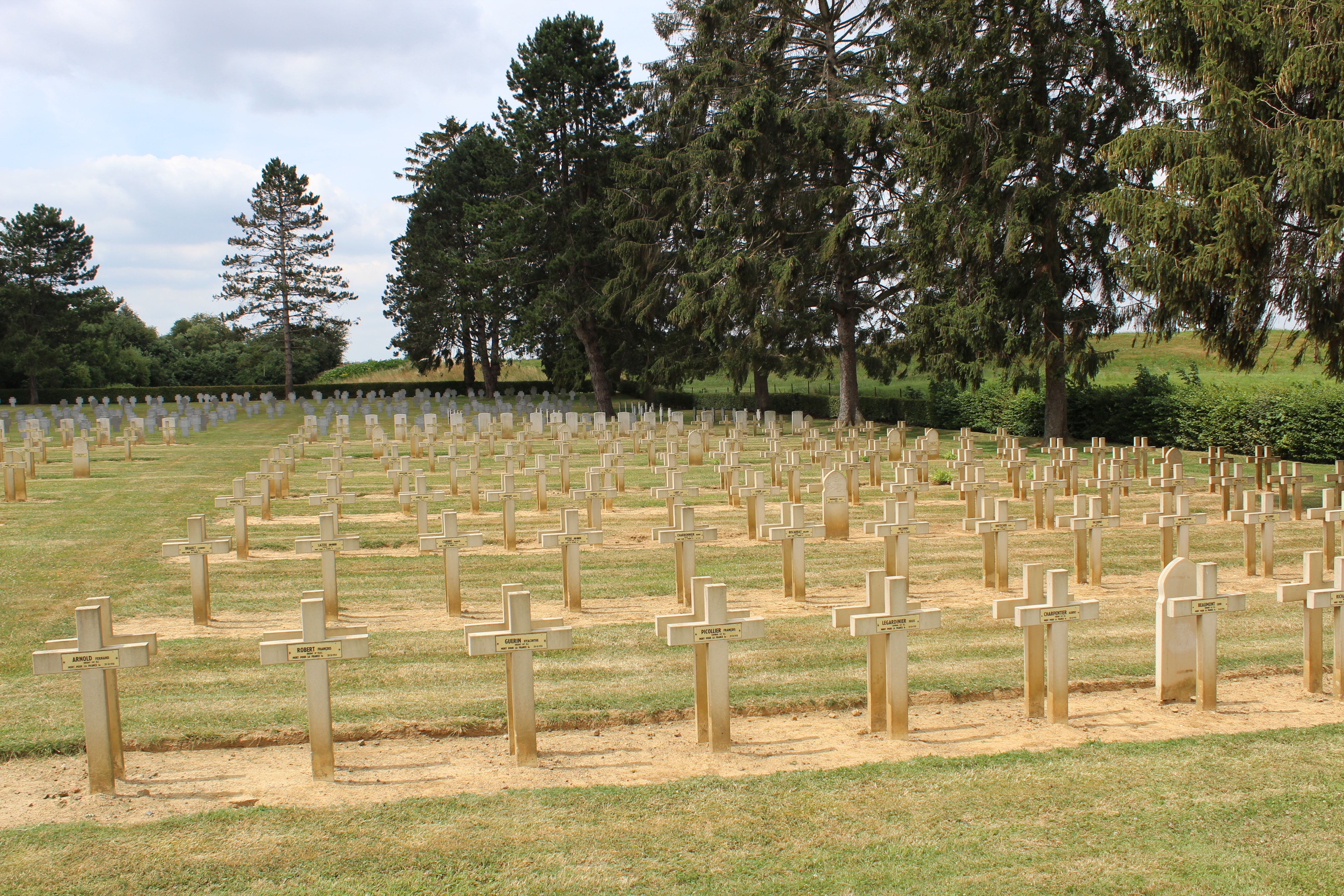
Le cimetière militaire français.
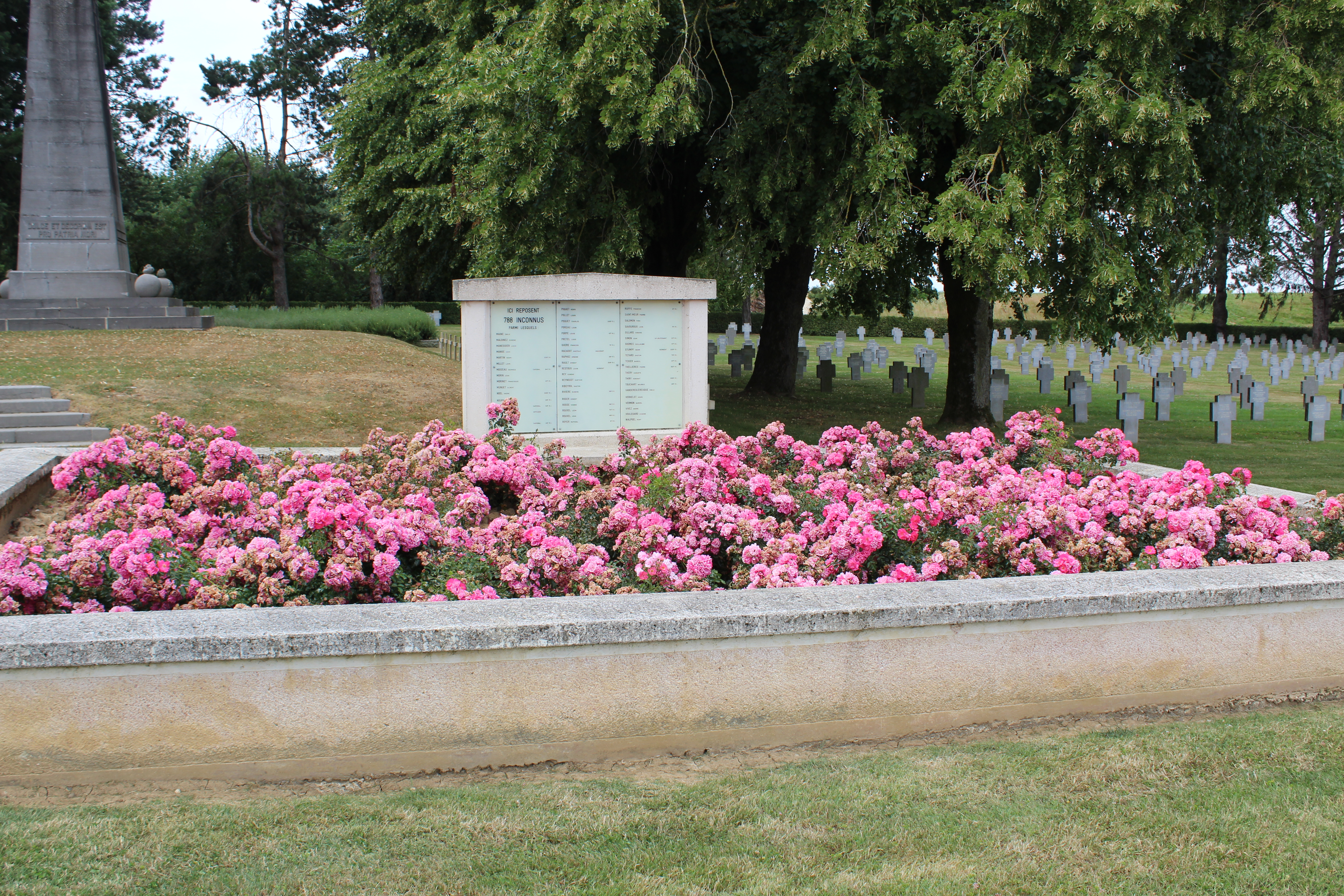
Tombes commune de 788 soldats français inconnus.
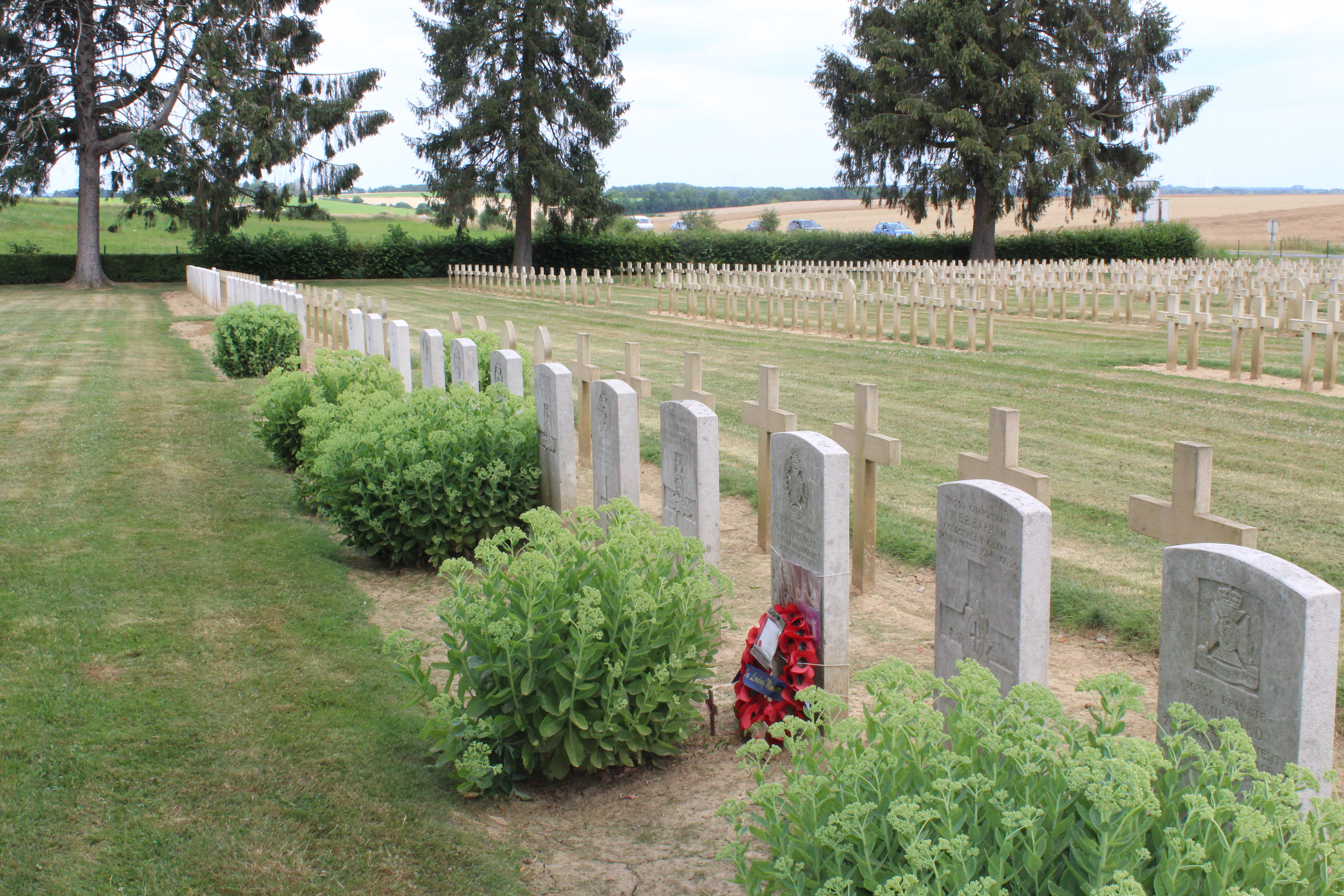
Tombes des soldats britanniques.
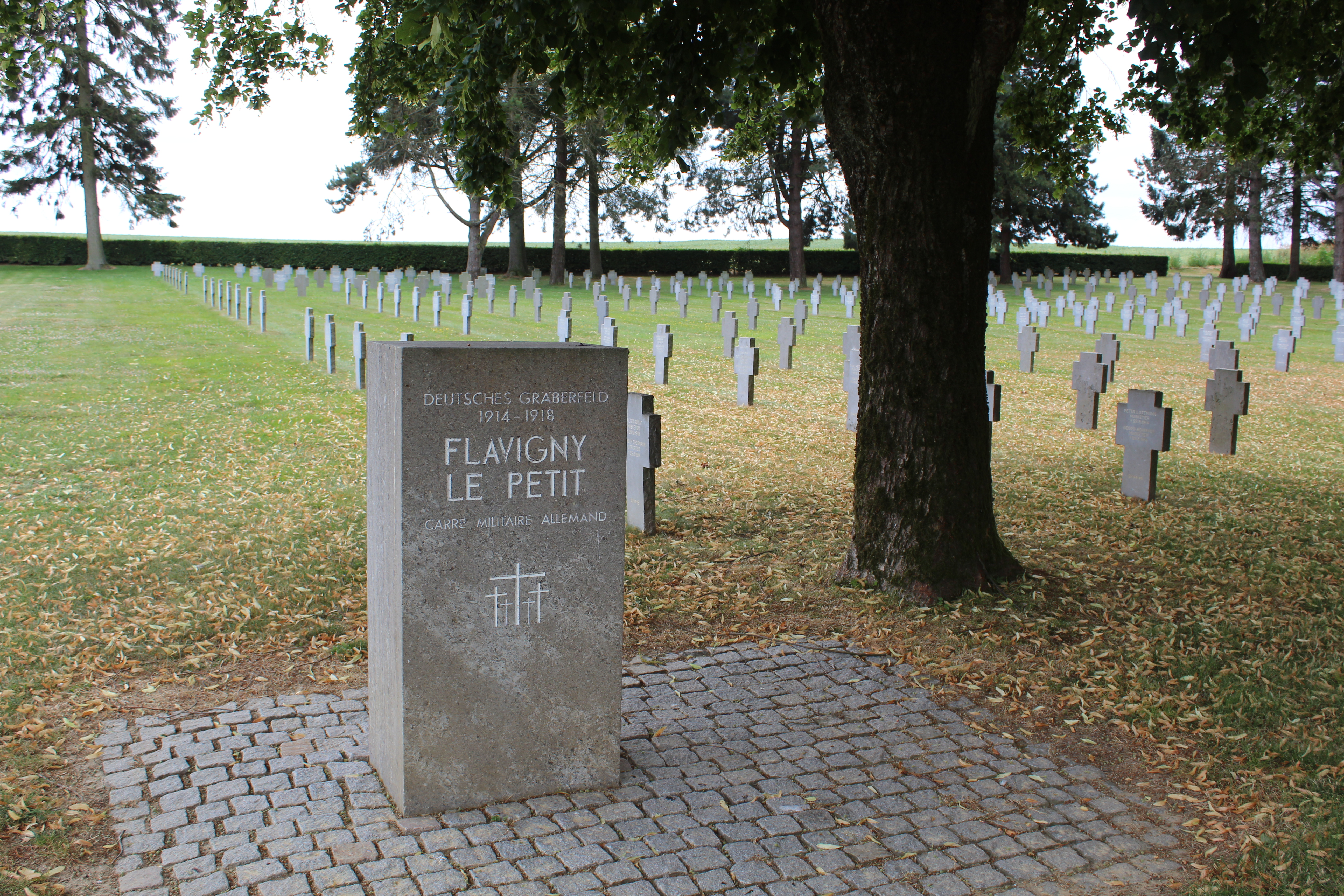
Le carré militaire allemand.

## Sépultures
| Pays         | Sépultures |
| ------------ | ---------- |
| France       | 3 071      |
| Allemagne    | 2 332      |
| Belgique     | 31         |
| Roumanie     | 1          |
| Royaume-Uni  | 48         |
| Empire russe | 13         |
| Canada       | 1          |
| Total        | 5 497      |